# Örviken
Örviken is een plaats in de gemeente Skellefteå in het landschap Västerbotten en de provincie Västerbottens län in Zweden. De plaats heeft 411 inwoners (2005) en een oppervlakte van 100 hectare. De plaats ligt iets ten zuiden van de stad Skellefteå op een door de Botnische Golf omringd schiereiland, dat slechts met een smalle landengte met het vasteland verbonden is.